# ناحية طق طق
ناحية طق طق (بالكردية تەق تەق)وهي إحدى النواحي التابعة لقضاء كويسنجق في محافظة أربيل في العراق وتبلغ مساحتها 474كم2 وعدد القرى التابعة لها 26 قرية اما اراضيها فتشكل السهول 35% منها والتلال 64.5% والجبال 0.5%